# Willie Fagan
Pour les articles homonymes, voir Fagan.
 (juin 2009).
Si vous disposez d'ouvrages ou d'articles de référence ou si vous connaissez des sites web de qualité traitant du thème abordé ici, merci de compléter l'article en donnant les références utiles à sa vérifiabilité et en les liant à la section « Notes et références ».
William « Willie » Fagan (né le 20 février 1917 à Musselburgh, Midlothian, Écosse, mort le 29 février 1992) était un footballeur écossais qui a notamment joué pour Liverpool.

## Carrière
Fagan commence sa carrière professionnelle aux Celtic Glasgow. Il va ensuite joué dans le club de Preston où il rencontre le futur manager de Liverpool Bill Shankly. Il atteint avec Preston la finale de la FA Cup 1937 qu'ils perdent 3-1 contre Sunderland.
Le manager de Liverpool George Kay choisit de faire venir Willie jouer à Anfield où il fait ses débuts le 23 octobre 1937 lors d'un match nul 1-1 contre Leicester. Willie marque son premier but pour Liverpool une semaine plus tard, le 30 octobre, lors d'une victoire 3-2 contre Sunderland au Roker Park.
Lorsqu'il joue à Liverpool, Fagan occupe le front de l'attaquant, au centre ou à gauche, il finit sa première saison avec le club en marquant 9 buts en 36 matchs. La saison suivante, il marque 15 fois, un seul de moins que le meilleur buteur du club Berry Nieuwenhuys et manque seulement trois matchs lors de la saison 1938-1939.
La seconde Guerre mondiale interrompt la carrière de Fagan pour six années, la grande partie de ses meilleures années. Willie joue pour Aldershot, Leicester, Northampton, Newcastle, Chelsea, Millwall et Reading comme invité pendant la guerre.
Fagan retourne à Merseyside après la fin de la guerre et joue 22 matchs dont 18 en championnat et marque sept buts, tous en championnat, et remporte le premier championnat d'après-guerre avec les Reds.
Il joue avec l'équipe internationale d'Écosse pendant la seconde Guerre mondiale, mais ses apparences ne sont pas considérées comme officielles. 
Des blessures durant les saisons 1947-1948 et 1948-1949 l'empêche de jouer régulièrement. Il est de retour en forme lors de la saison 1949-1950 où il participe aux Reds à se hisser en finale à Wembley. Arsenal remporte la finale 2-0 devant 100 000 spectateurs. Fagan fait 42 apparences, sept dans la FA Cup, et marque 11 buts.
Willie a juste fait quatre matchs l'année suivante et trois dans la première partie de la saison 1951-1952. Fagan est autorisé à quitter le club en janvier 1952 et il rejoint le club nord-irlandais Belfast Distillery où il joue pour peu de temps. Willie Fagan revient en Angleterre et occupe le rôle de joueur-manager au Weymouth. 
Willie meurt en 1992 à l'âge de 75 ans.

## Palmarès
- Champion d'Angleterre en 1947
- Finaliste de la FA Cup en 1937 et 1950

## Source
- (en) Cet article est partiellement ou en totalité issu de l’article de Wikipédia en anglais intitulé « Willie Fagan » (voir la liste des auteurs).